# Granitec
Granitec (bułg. Гранитец) – wieś w Bułgarii, w obwodzie Burgas, w gminie Sredec. W 2023 roku liczyła 11 mieszkańców.